# UFC Fight Night: Swanson vs. Lobov
UFC Fight Night: Swanson vs. Lobov var en MMA-gala som arrangerades av Ultimate Fighting Championship och ägde rum 22 april 2017 i Nashville i USA. 

## Resultat
1. ↑  Catchweight 210 lbs.[2]